# Karl Straube
Montgomery Rufus Karl Siegfried Straube ( 6. ledna 1873 v Berlíně – 27. dubna 1950 v Lipsku) byl německý varhaník, dirigent a pedagog.
V letech 1894 až 1897 studoval v Berlíně u Heinricha Riemanna, od roku 1902 byl varhaníkem slavného Thomaskirche – kostela sv. Tomáše v Lipsku. Vydával také dílo Maxe Regera.